# Banco Santander
Banco Santander, S.A., nebo také Santander Group, je španělská mezinárodní banka, či v širším pojetí společnost, poskytující finanční služby. Hlavní sídla společnosti jsou v Madridu a v Santanderu. Kromě toho je, jako 16. největší bankovní společnost na světě, přítomna ve všech globálních finančních centrech. Přestože je známá zejména v Evropě, má podstatnou přítomnost také na trzích Severní a Jižní Ameriky a v poslední době i v kontinentální Asii. Mnohé její dceřiné společnosti, jako například Abbey National, byly přejmenovány na obchodní značku Santander.
Santander je největší bankou ve Španělsku. V roce 2017 byla čtvrtou největší bankou v Evropě. S tržní kapitalizací 69,9 miliardy dolarů je také součástí akciového indexu Euro Stoxx 50. V květnu 2016 byla Santander uvedena na 37. místě a v prosinci 2023 na 49. místě žebříčku největších světových společností Forbes Global 2000.